# Cecilia Vicuña

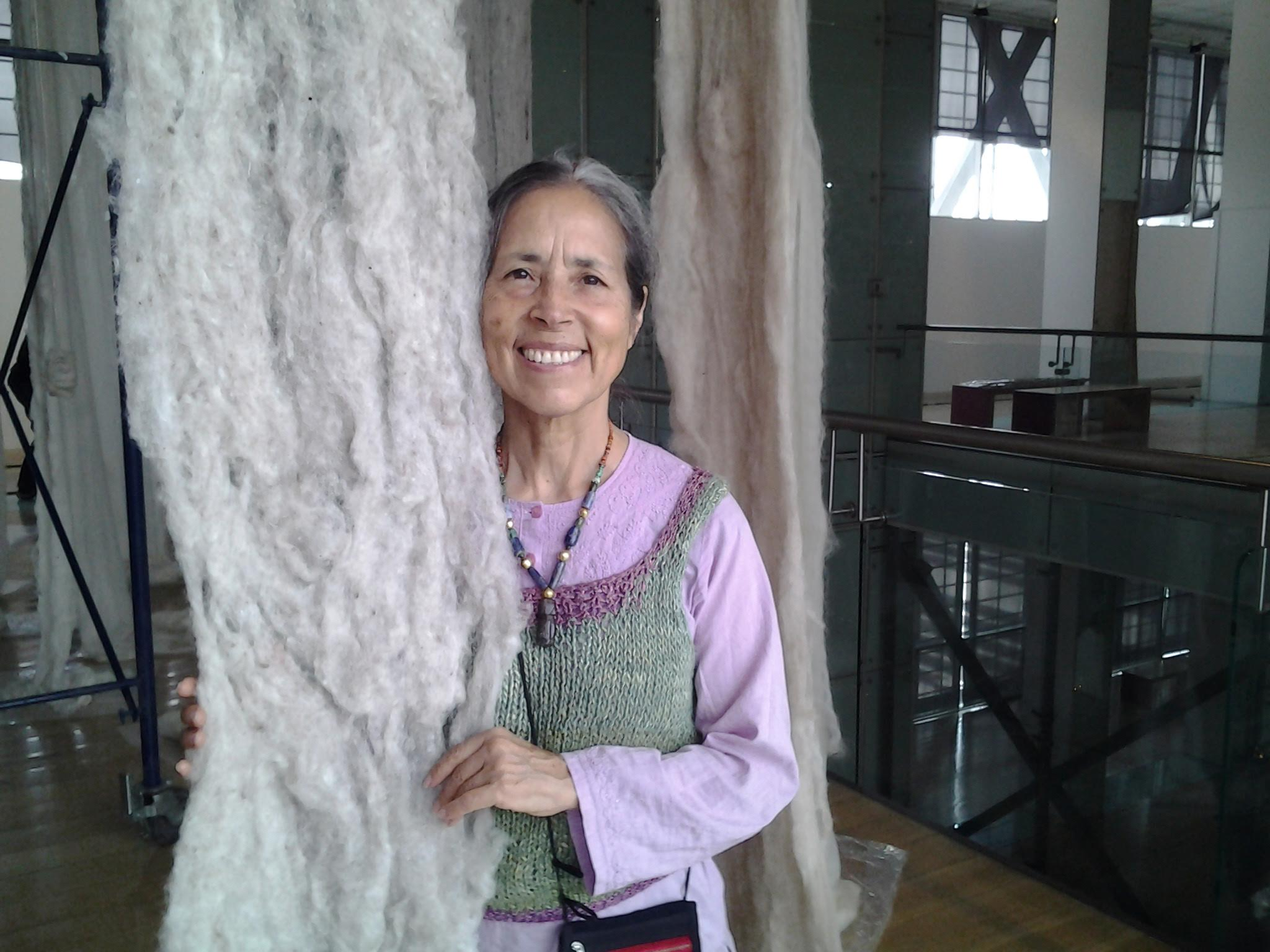
Cecilia Vicuña

Cecilia Vicuña (* 22. Juli 1948 in Santiago de Chile) ist eine chilenische Poetin, Bildhauerin, Malerin, Installations- und Performancekünstlerin.

## Leben und Werk
Cecilia Vicuña absolvierte 1971 den Master of Fine Arts an der Universidad de Chile und studierte von 1972 bis 1973 an der Slade School of Fine Art in London. Aufgrund der politischen Situation vor dem Putsch in Chile 1973 ging sie ins Exil. Zunächst nach London, dann nach Kolumbien und letztlich nach New York.
Mitte der 1960er Jahre begann Vicuña damit Materialien wie Federn, Steine, Plastik, Holz, Kabel, Muscheln und Stoff als poetische Fragmente zu fragilen, kurzlebigen Gebilden zusammenzusetzen. Sie begann sich für Quipu zu interessieren und in den frühen 1970er Jahren aus ungesponnener Wolle ihre eigene Knotenschrift zu weben. Vicuñas surreale figurative Malerei der 1970er Jahre ist persönlicher und politischer als ihre anderen Werke. Sie waren eine direkte Reaktion auf die Unruhen in Chile und ihr anschließendes Exil.

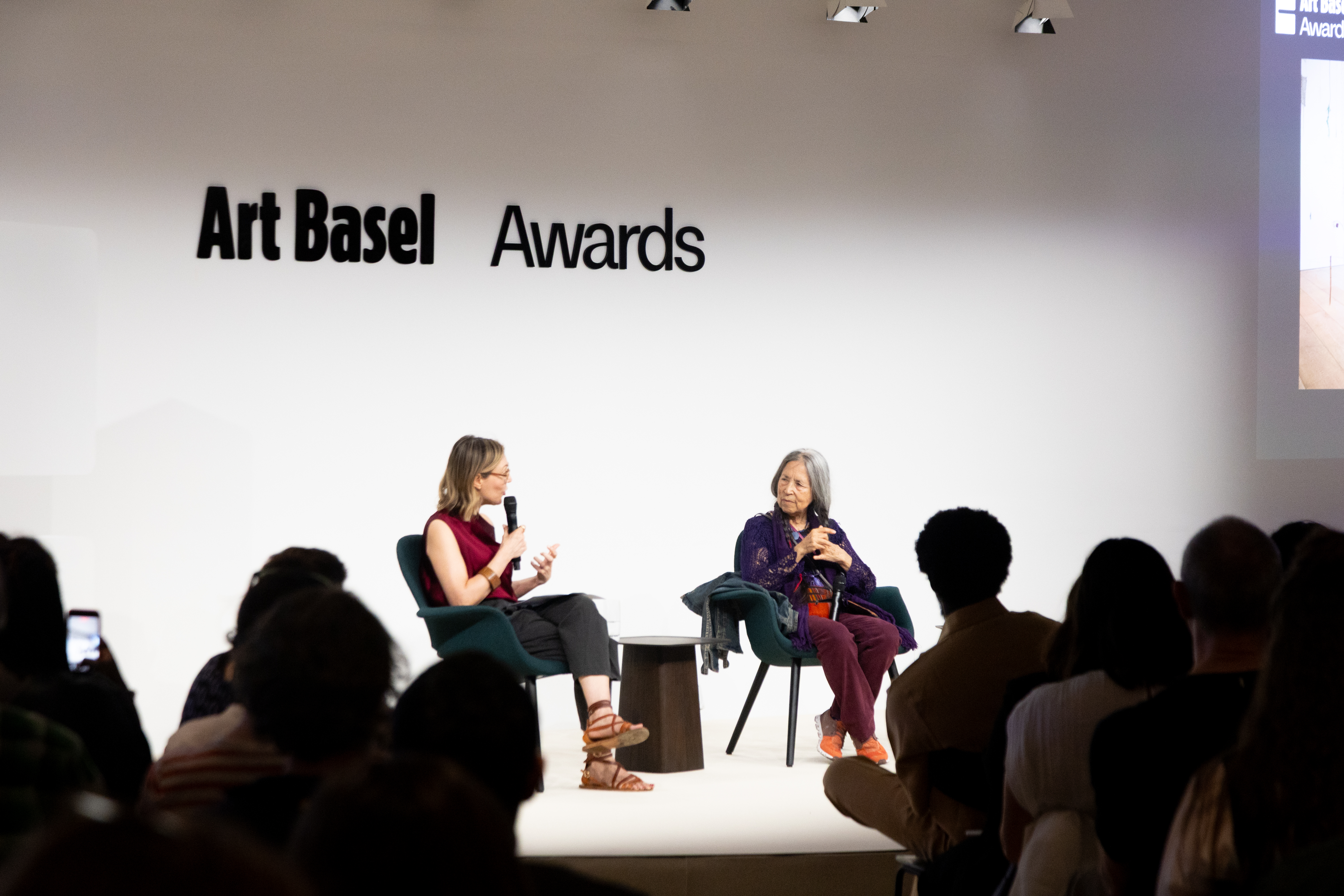
Elena Filipovic und Cecilia Vicuña an der Art Basel, 2025

Sprache, Erinnerung, Auflösung, Aussterben und Exil sind zentrale Themen ihrer Arbeit. Ihre künstlerische Praxis ist mit dem Ökofeminismus verbunden. Sie war 2017 Teilnehmerin der documenta 14.

„Ihre ortsspezifischen Projekte sind Ausdruck ihrer Gabe, räumliche Gedichte zu komponieren, empfindsame, gefühlsbetonte Lyrik in drei Dimensionen. Vicuña bezeichnet diese speziellen Arbeiten als „quipoems“ – eine Verschmelzung von „poem“ (englisch für „Gedicht“) und „Quipu“.“

## Auszeichnungen (Auswahl)
- 1997: Andy Warhol Foundation Award
- 1999: Anonymous Was A Woman
- 2022: Goldener Löwe der 59. Biennale Venedig für ihr Lebenswerk[4]